# CHa-19
CHa-19 — мисливець за підводними човнами Імперського флоту Японії, який взяв участь у Другій світовій війні.
CHa-19 належав до серії допоміжних мисливців, споруджених з використанням можливостей малих суднобудівних підприємств. Ці кораблі мали дерев'яний корпус та при зникненні зацікавленості в них зі сторони збройних сил мали бути перетворені на риболовецькі судна.
Спорудження корпусу CHa-19 здійснили на верфі в Міхо, а його оснащення озброєнням провели на верфі ВМФ у Йокосуці.
Корабель ніс службу на сході Мікронезії. Відомо, що 20—25 жовтня 1943-го він супроводжував конвой №5203 з атола Трук у центральній частині Каролінських островів до атола Кваджелейн на Маршаллових островах.
30 січня 1944-го американці розпочали операцію зі встановлення контролю над Маршалловими островами. У цей день на Кваджелейні літаками з авіаносців був знищений цілий ряд японських допоміжних мисливців за підводними човнами і серед них CHa-19.